# Troyer
Troyer S.p.A. è un'azienda italiana, fondata a Vipiteno nel 1934, ed attiva nella realizzazione di turbine idrauliche (turbine Kaplan, Pelton e Francis) e materiali per centrali elettriche.

## Storia
L'azienda fu fondata a Vipiteno nel 1934 da Valentin Troyer come officina elettromeccanica. Ben presto si specializzò nella realizzazione di turbine per la produzione di energia idroelettrica. L'azienda è ancora oggi controllata dalla famiglia, ed è guidata dal nipote di Valentin Troyer, Simone Bressan.
Al dicembre 2013 l'azienda aveva realizzato quasi 400 impianti, in Europa, Centro America e Sud America.